# Sprankelplek

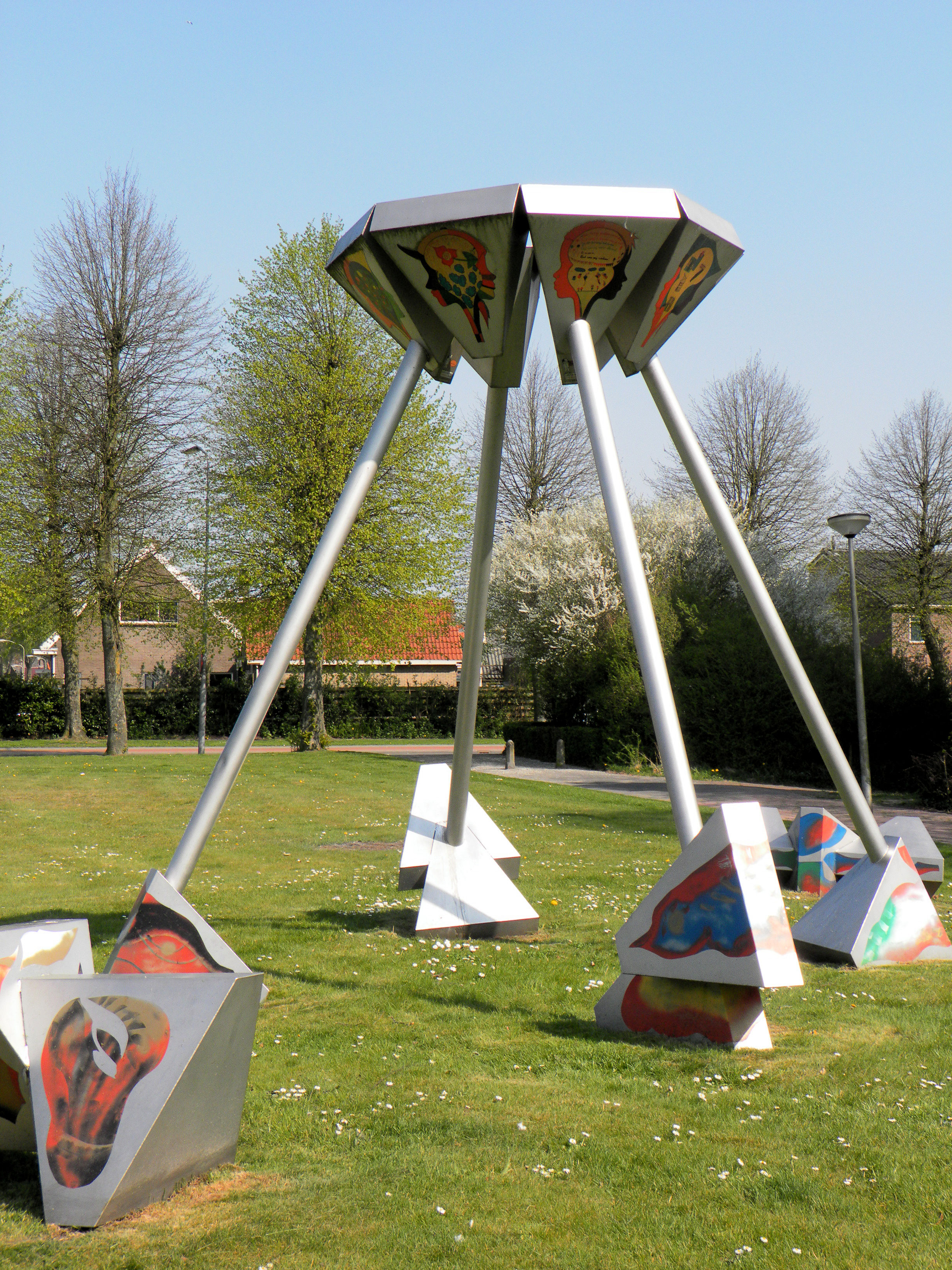
Detail Sprankelplek in Assen

Een Sprankelplek of Jantje Beton Sprankelplek is een speel- en ontmoetingsplaats in Nederland.

## Achtergrond
De Sprankelplekken waren een geschenk van Jantje Beton aan koningin Beatrix ter gelegenheid van haar 25-jarig jubileum als koningin. Ze werden ingericht in vijfentwintig 'aandachtswijken' in Nederland. Jantje Beton omschreef de plekken als "kunstwerken waar buurtkinderen met elkaar kunnen spelen en waar jongeren of volwassenen elkaar kunnen ontmoeten". De koningin opende de eerste Sprankelplek in juli 2005 in Utrecht en de vijfentwintigste in oktober 2006 in de Haagse wijk Transvaal.

## Kunstwerk
De plekken zijn herkenbaar door een kunstwerk van Jos Spanbroek. Het kunstwerk bestaat uit 25 'sprankels', stalen diamantvormen. Acht 'sprankels' vormen samen een kroon, de overige liggen op de grond. Tekeningen van schoolleerlingen in de omgeving van de Sprankelplek zijn op de 'sprankels' geprint, waardoor elk kunstwerk er weer anders uitziet. Het kunstwerk werd als speeltoestel goedgekeurd door het Keurmerkinstituut.

## Fotogalerij

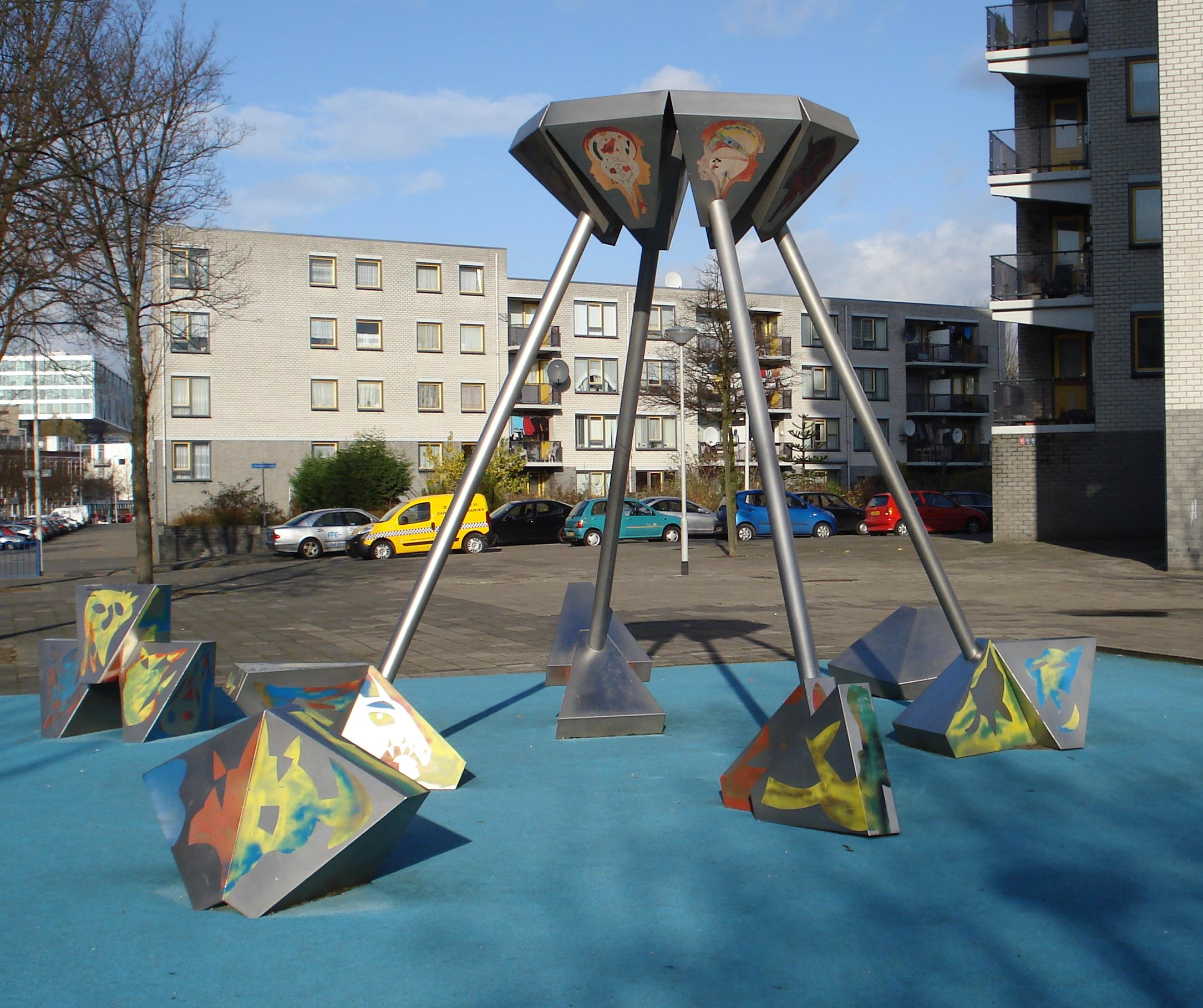
Rotterdam
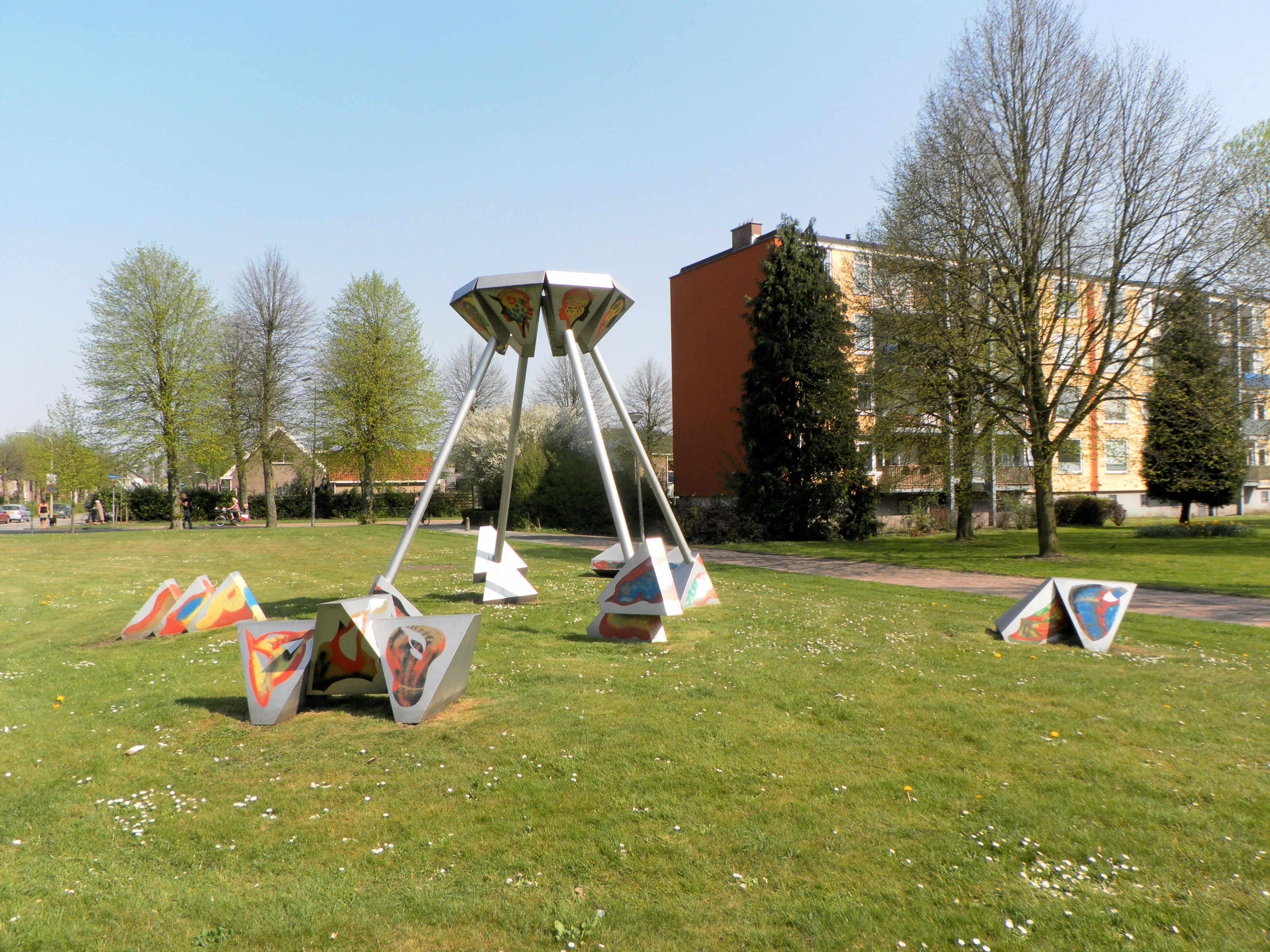
Assen
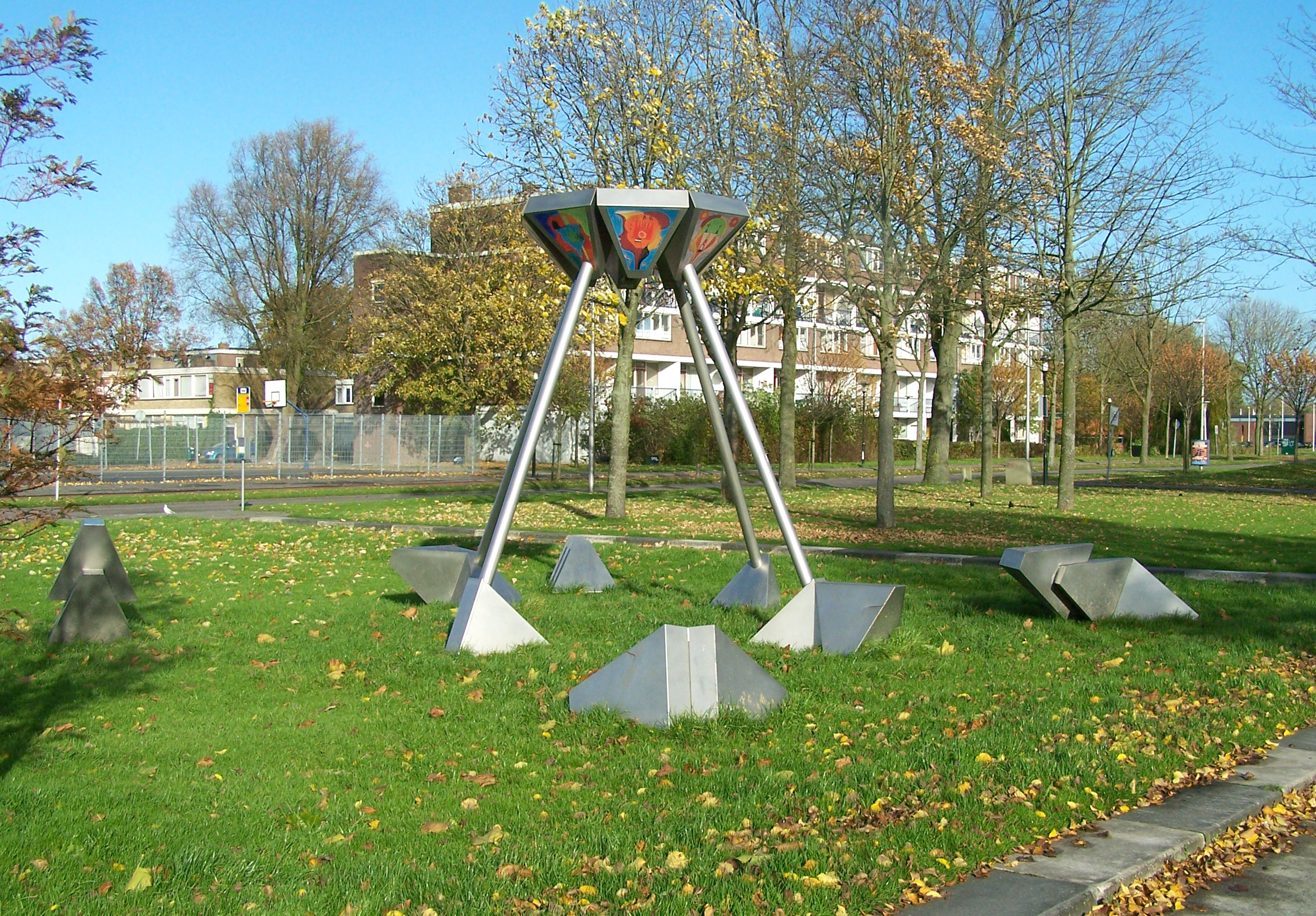
Leeuwarden
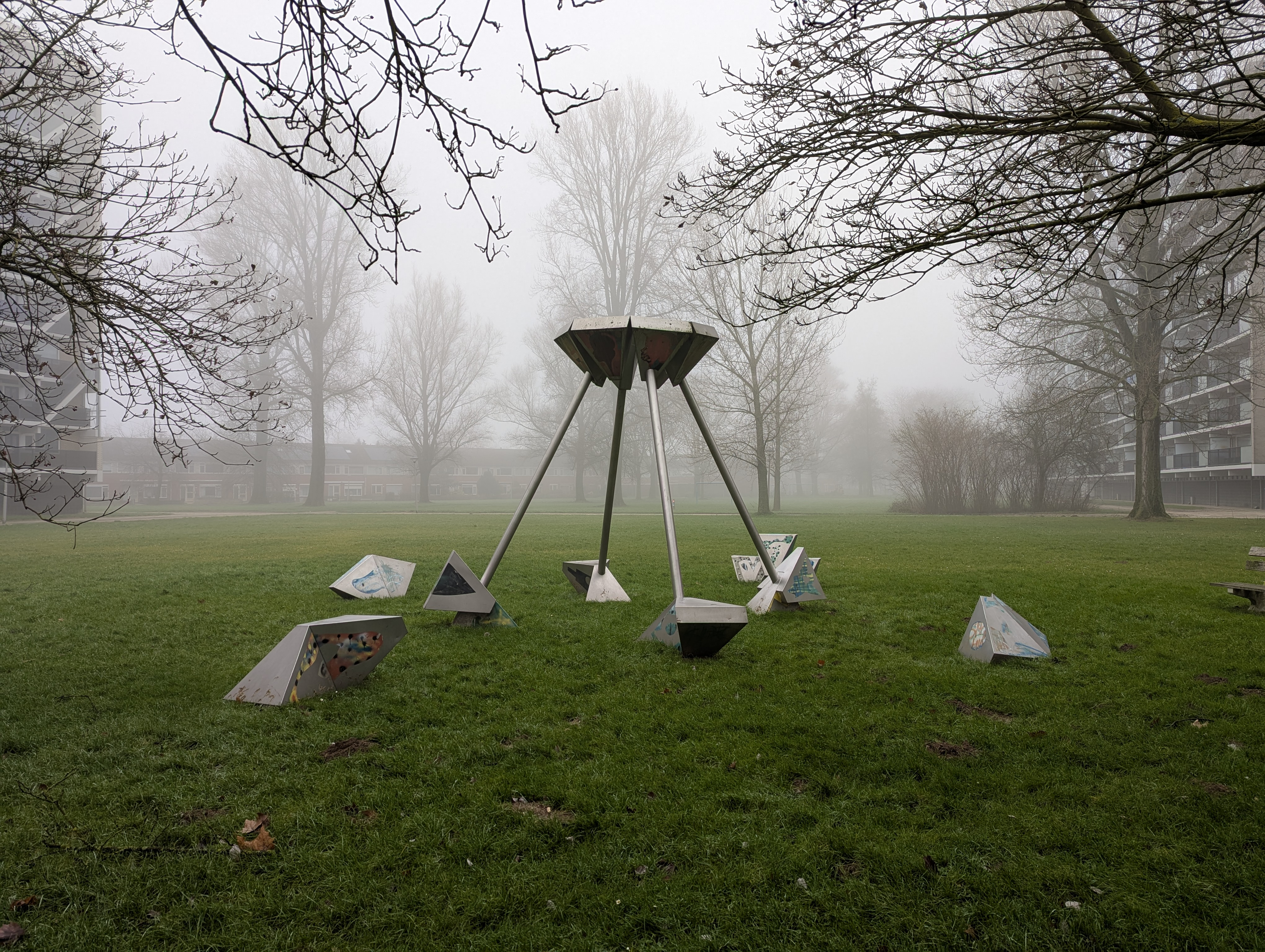
Arnhem
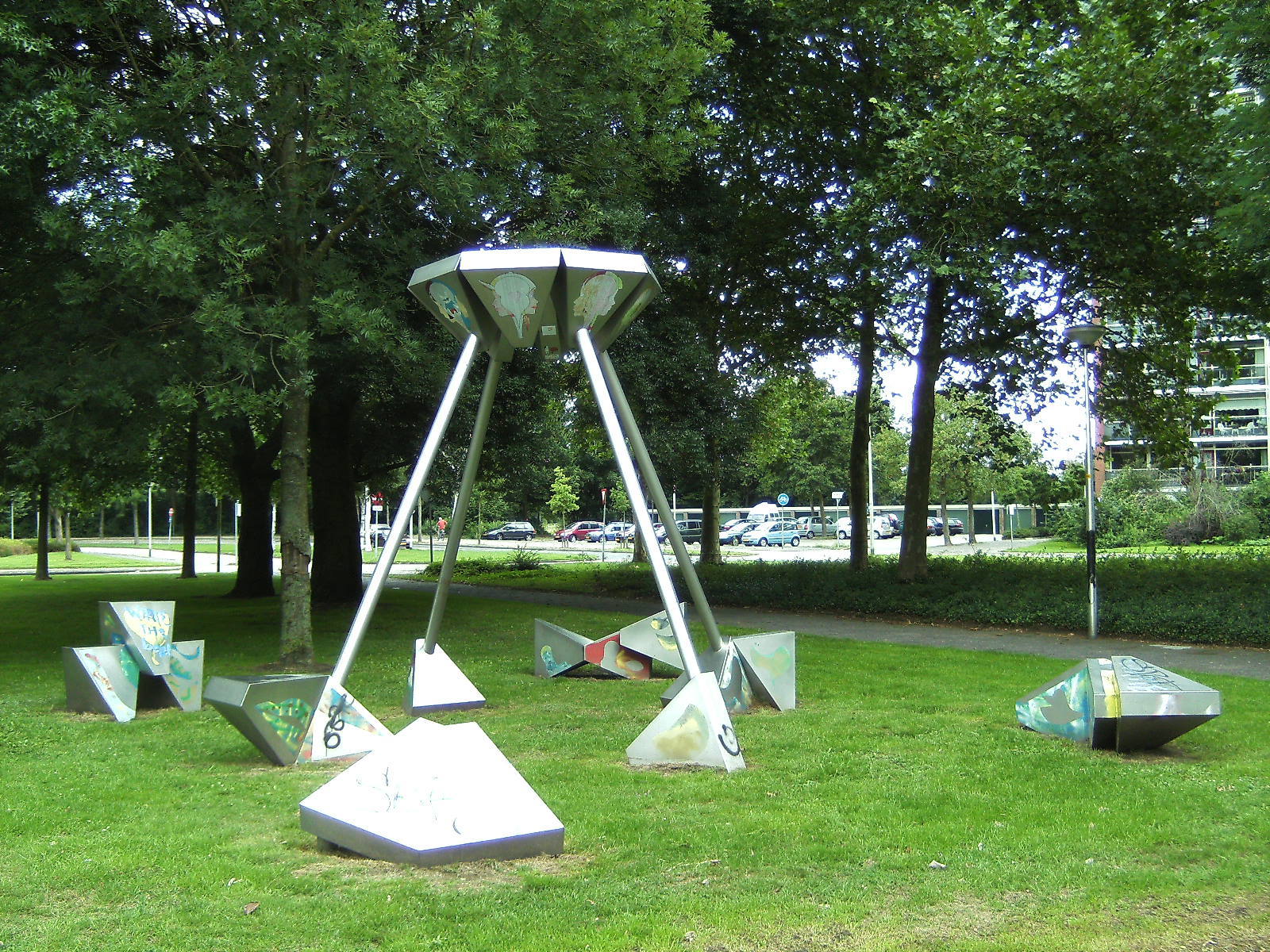
Deventer